# مودولو
مودولو، (بالإنجليزية: Modolo)‏، (سردينيا: ميدولو) هي بلدية في مقاطعة أوريستانو، في إقليم سردينيا الإيطالي، وتقع على بعد حوالي 130 كم (81 ميل) شمال غرب كالياري، وحوالي 40 كم (25 ميل) شمال أوريستانو. في 31 ديسمبر 2004 ، كان عدد سكانها 196 و مساحة 2.5 كيلومتر مربع (0.97 ميل مربع).

## السكان
في سنة 1861 بلغ عدد السكان 371 نسمة، وتطور العدد ليصل في سنة 2011 لـ 165 نسمة.
يظهر هذا المخطط البياني تطور النمو السكاني لـ مودولو